# Pyridoxamin
Pyridoxamin là một trong các hợp chất có thể được gọi là vitamin B6, cùng với pyridoxal và pyridoxin.
Nó là hợp chất dẫn xuất từ vòng pyridin, với các nhóm thay thế là hyđrôxyl, mêtyl, aminomêtyl và hyđrôxymêtyl.
Nó khác với pyridoxin ở nhóm thay thế tại vị trí '4'.
Đôi khi nó được dùng như là 'pyridoxamin đihyđrôclorua'.
Xem bài chính về vitamin B6 để có thêm thông tin.
Nó được chuyển hóa thành dạng hoạt hóa sinh học là pyridoxal 5-phốtphat.